# Anydrophila hoerhammeri
Anydrophila hoerhammeri is een vlinder uit de familie van de spinneruilen (Erebidae). De wetenschappelijke naam van de soort is voor het eerst geldig gepubliceerd in 1939 door Brandt.